# Ludovic Filip, Conte de Paris
Prințul Louis-Philippe Albert de Orléans, Conte de Paris (n. 24 august 1838, Paris, Franța – d. 8 septembrie 1894, Stowe⁠(d), Anglia, Regatul Unit al Marii Britanii și Irlandei) a fost nepot al regelui Ludovic-Filip al Franței. A devenit Prinț Regal, moștenitor al tronului când tatăl său, Prințul Ferdinand-Philippe, a murit într-un accident în 1842.

## Biografie
Prințul Ludovic Filip a devenit Prinț Regal, moștenitor aparent al tronului, când tatăl său, Prințul Ferdinand Philippe Ducele de Orléans, a murit într-un accident în 1842. Deși au existat unele eforturi în zilele de după abdicarea bunicului său în 1848 de a-l pune pe tron sub numele de Louis-Philippe II, cu mama lui (Helene de Mecklenburg-Schwerin), ca regent, nu s-a întâmplat acest lucru. Ei au fugit și în Franța s-a proclamat A Doua Republică Franceză.
Istoric, jurnalist și sincer democrat, Contele de Paris s-a oferit voluntar pentru a servi ca ofițer al Uniunii Armatei în Războiul Civil American, împreună cu fratele său mai mic, Ducele de Chartres.

## Căsătorie și copii

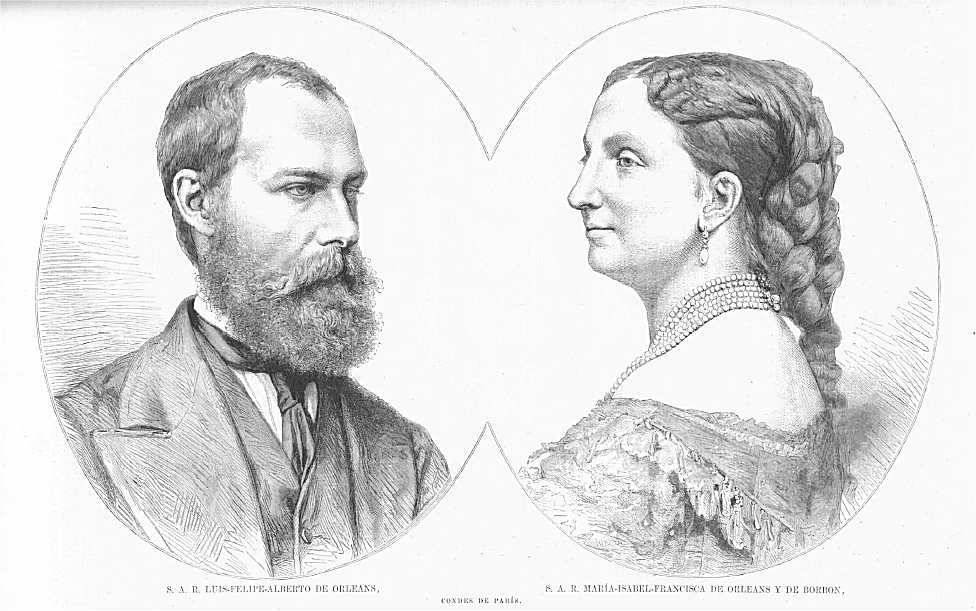
Contele de Paris și soția lui, Marie Isabelle d'Orléans, 1878

La 30 mai 1864, el s-a căsătorit cu verișoara lui, Prințesa Marie Isabelle d'Orléans, fiica cea mare a Ducelui de Montpensier și a Infantei Luisa Fernanda a Spaniei. Cuplul a avut opt copii:
- Amélie d'Orléans, Prințesă de Orléans (1865–1951). S-a căsătorit cu Carlos I al Portugaliei în 1886.
- Prințul Louis Philippe Robert d'Orléans, Prinț de Orléans, Duce de Orléans (1869–1926). Căsătorit cu Arhiducesa Maria Dorothea de Austria fiica Arhiducelui Joseph Karl de Austria în 1896.
- Hélène d'Orléans, Prințesă de Orléans (1871–1951). S-a căsătorit cu Emmanuel Philibert, Duce de Aosta în 1895.
- Charles d'Orléans, Prinț de Orléans (1875–1875).
- Isabelle d'Orléans, Prințesă de Orléans (1878–1961). S-a căsătorit cu Jean de Orléans, Duce de Guise în 1899.
- Jacques d'Orléans, Prinț de Orléans (1880–1881).
- Louise d'Orléans, Prințesă de Orléans (1882–1958). S-a căsătorit cu Prințul Carlos de Bourbon-Două Sicilii în 1907. Prin fiica lor Maria Mercedes de Bourbon-Două Sicilii, ea a fost bunica regelui Juan Carlos I al Spaniei.
- Ferdinand d'Orléans, Prinț de Orléans, Duce de Montpensier (1884–1924). S-a căsătorit cu Marie Isabelle Gonzales de Olañeta et Ibaretta în 1921.

Forțați să părăsească Franța, Prințul Ludovic Filip și Marie Isabelle au trăit în Anglia, unde tatăl ei, Ludovic Filip locuia după abdicarea din 1848. În 1871 li s-a permis să se întoarcă în Franța unde au locuit la Hôtel Matignon din Paris și la castelul d'Eu din Normandia.